# Nepomuceno
Pour les articles homonymes, voir Alberto Nepomuceno et Juan Nepomuceno Almonte.
Nepomuceno est une ville de l'État brésilien du Minas Gerais.

## Maires
| Période | Période | Identité       | Étiquette | Qualité |
| ------- | ------- | -------------- | --------- | ------- |
| 2009    | 2012    | Marcos Memento | PT        |         |